# ユージン・ファーマ
ユージン・ファーマ（Eugene F. Fama、1939年2月14日 - ）は、マサチューセッツ州ボストン生まれのアメリカの経済学者。
シカゴ大学ブース・ビジネススクールの教授（Robert R. McCormick Distinguished Service Professor of Finance）であり、専門は金融経済学、とくにポートフォリオ理論と資産価格である。効率的市場仮説を明確に示したことで有名である。2013年にノーベル経済学賞を受賞。

## 略歴
- 1939年　マサチューセッツ州ボストンで生まれる。
- 1960年　マサチューセッツ州メドフォードのタフツ大学を卒業（B.A.：Magna Cum Laude with honors in Romance Languages）。
- 1960年～1963年　シカゴ大学グラジュエイト・スクール・オブ・ビジネスに通う。
- 1963年　経営学修士（MBA）を取る。
- 1963年～1965年　シカゴ大学グラジュエイト・スクール・オブ・ビジネスの助教授となる。
- 1964年　Ph.D.を取得する（学位論文“The Behavior of Stock Market Prices”）
- 1965年　学位論文をジャーナル・オブ・ビジネスに載せる。
- 1966年～1968年　シカゴ大学グラジュエイト・スクール・オブ・ビジネスの准教授となる。
- 1968年～1973年　シカゴ大学グラジュエイト・スクール・オブ・ビジネスの教授となる。
- 1973年～1984年　シカゴ大学グラジュエイト・スクール・オブ・ビジネスのTheodore O. Yntema Professor of Financeとなる。
- 1982年～ 　Dimensional Fund Advisorsの理事、投資戦略委員会の調査管理者およびメンバーとなる。
- 1984年～1993年　シカゴ大学グラジュエイト・スクール・オブ・ビジネスのTheodore O. Yntema Distinguished Service Professor of Financeとなる。
- 1989年　計量経済学会のフェローとなる。
- 1989年　アメリカ芸術科学アカデミーのフェローとなる。
- 1993年～ 　シカゴ大学グラジュエイト・スクール・オブ・ビジネスのRobert R. McCormick Distinguished Service Professor of Financeとなる。
- 2001年　アメリカ・ファイナンス学会のFirst elected fellowとなる。

## 受賞
- 1982年　ベルギー国科学賞（Chaire Francqui）を受ける。
- 1992年　ジャーナル・オブ・ファイナンスにおける1992年の論文に対してスミス＝ブリーデン賞を受ける（ケネス・R・フレンチと共著“The Cross-Section of Expected Stock Returns”）。
- 1998年　ジャーナル・オブ・ファイナンス・エコノミックスからFama-DFA賞を受ける（“Market Efficiency Long-Term Returns and Behavioral Finance”）。
- 2003年〜2005年　トムソン・ロイター引用栄誉賞
- 2005年　ドイツ銀行金融経済賞を受ける。
- 2006年　CFA協会から、ポートフォリオ理論と資産価格の研究によってニコラス・モロドフスキー賞を受ける。
- 2007年　モルガン・スタンレー・アメリカン・ファイナンス・アソシエイション賞を受ける。
- 2009年　ファイナンスでオナシス賞を受ける。
- 2013年　ノーベル経済学賞を受ける。

## 業績

### 効率的市場仮説
- 効率的市場とは「価格が利用可能な情報を常に完全に反映している市場である」と定義される。
- 2つの重大な概念がある（“Efficient Capital Markets: A Review of Theory and Empirical Work”, Journal of Finance, 1970）。

1. 効率性の段階
  1. ウィーク型・・・以前の価格は市場予想の助けにならない。
  2. セミストロング型・・・公に公開された情報は既に市場に反映されている。
  3. ストロング型・・・会社内のみで握っている未公開情報を含む全ての情報は、既に株価に反映されている。
2. The Joint Hypothesis Problem

### ファーマ＝フレンチの3ファクターモデル
- 1993年、ユージン・ファーマとケネス・フレンチは、特定の企業の期待収益が資本資産価格モデル（CAPM）での予測値よりも高いことを知って、それらの要素をベータに加えた3ファクターモデルを提案した。

### ファーマ＝マクベス2段階回帰
- "Risk, Return, and Equilibrium: Empirical Tests" (with James D. Macbeth)に示された理論。

### カバーなし金利平価のパズル
1984年の論文では、先物為替レートの期待変化と実際の為替レートの変化が理論的には正の相関をもつはずであるのに、負の相関をもつという実証的事実を発見する。これは「カバーなし金利平価のパズル」または「フォーワード・プレミアム・パズル」などと呼ばれる。

### 調査取締役としての仕事
- Dimensional Fund Advisors, Inc.の取締役として活躍している。

## 家族・趣味
- 結婚して4人の子どもがいる。孫は現在10人いる。
- 趣味はウインドサーフィン、ゴルフ、テニス、バイク、昔の映画、オペラである。

## 主な著作
- The Theory of Finance (with Merton H. Miller), Holt, Rinehart and Winston, 1972
- Foundation of Finance, Basic Books, New York, 1976
- "Risk, Return, and Equilibrium: Empirical Test"(with James D. Macbeth), Journal of Political Economy, 1973
- "Disappearing Dividends: Changing Firm Characteristics or Lower Propensity to Pay", Journal of Financial Economics, 2001
- "The Equity Premium", Journal of Finance, 2002
- "New List: Fundamentals and Survival Rates", Journal of Financial Economics, 2004
- "Profitability, Investment, and Average Return", Journal of Financial Economics, 2006
- "Disagreement, Tests, and Asset Pricing", Journal of Financial Economics, 2007